# Jaguar CD
 (mars 2020).
Si vous disposez d'ouvrages ou d'articles de référence ou si vous connaissez des sites web de qualité traitant du thème abordé ici, merci de compléter l'article en donnant les références utiles à sa vérifiabilité et en les liant à la section « Notes et références ».

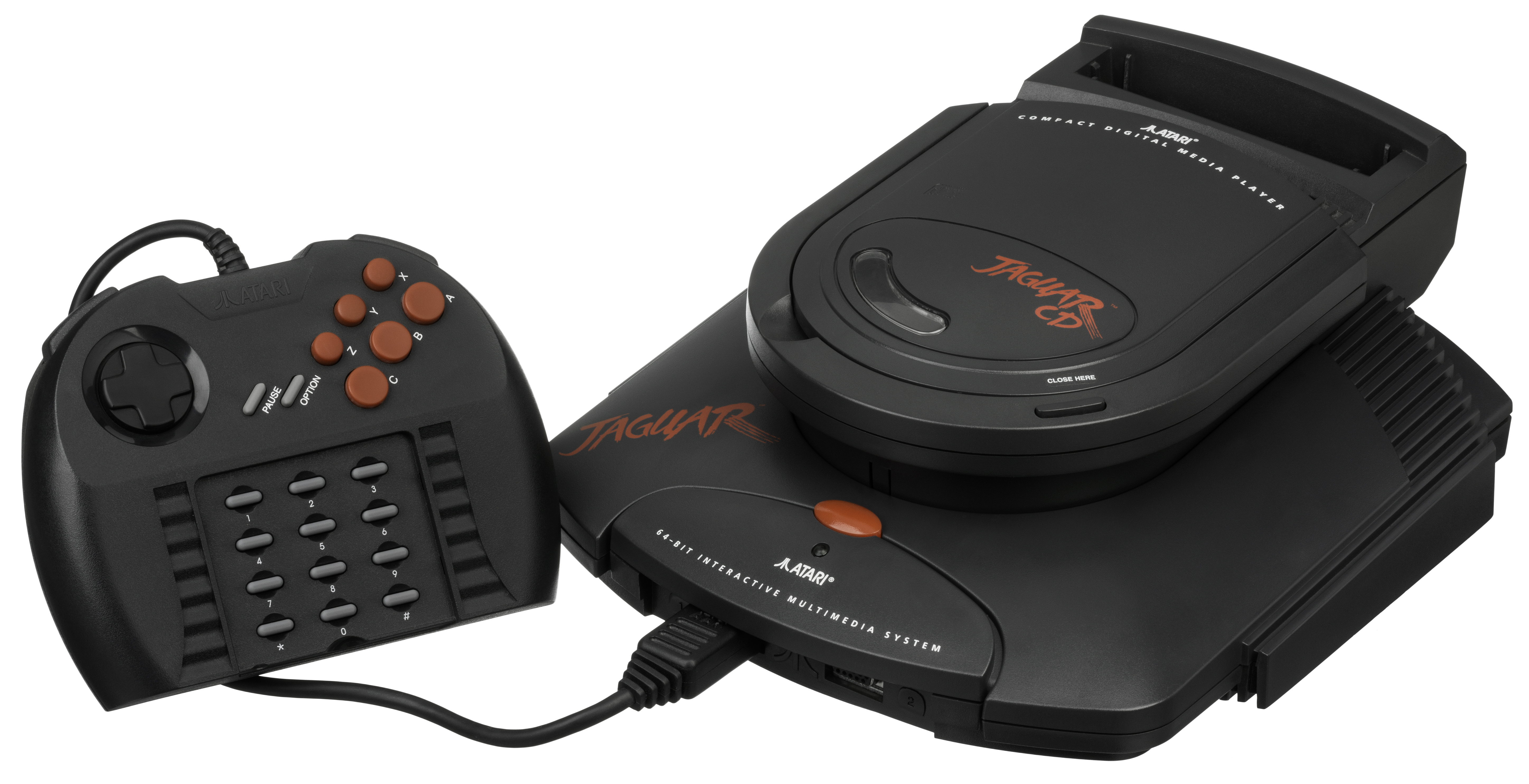
Une Jaguar sur laquelle est fixé le Jaguar CD.

Le Jaguar CD est un périphérique pour la Jaguar d'Atari, permettant la lecture de CD-ROM.

## Jeux compatibles
Les titres suivants sont sortis sur la console au format CD-ROM :
- Baldies ;
- Battlemorph ;
- Blue Lightning ;
- Brain Dead 13 ;
- Dragon's Lair ;
- Highlander: The Last of the MacLeods ;
- Hover Strike: Unconquered Lands ;
- Iron Soldier 2 ;
- Myst ;
- Primal Rage ;
- Space Ace ;
- Vid Grid ;
- World Tour Racing.

Les homebrews, tel que Ocean Depths, utilisent également ce format.